# Memoriál Zuzany Krejčové
Memoriál Zuzany Krejčové v běhu na 800 m je atletická soutěž v běhu na 800 metrů. Koná se každoročně od roku 2001 na počest talentované atletky Zuzany Krejčové, která zahynula 1. května 2000 při zásahu kladiva na atletických závodech v Turnově. 
Závod se koná v Liberci každý rok většinou 8. května. Tento memoriál se zařadil mezi kvalitní závody, jelikož zde startují přední české závodnice. Rekord memoriálu drží Lenka Masná časem 2:02,19 min. z roku 2015.